# Kampung Siam, Penang
Kampong Siam là một vùng dân tộc Xiêm thuộc thành phố George Town ở Penang, Malaysia. Nằm trong vùng ngoại ô Pulau Tikus, khu phố nằm cách trung tâm thành phố 2,6 km (1,6 mi) về phía tây. Khu phố rộng 2.681 m2 (0.662 mẫu Anh) nằm gần góc giữa đường Burmah và Burmah Lane, ngay cạnh Wat Chaiyamangkalaram.
Khu phố này vẫn còn là nơi sinh sống của người Xiêm, người đã chuyển đến khu vực này từ đầu thế kỷ 19. [2] Tuy nhiên, khu vực này cũng đã bị đe dọa từ quá trình đô thị hoá và tái phát triển nhanh chóng trong những năm gần đây.

## Lịch sử
Những người định cư Xiêm La đầu tiên được cho là đã đến Pulau Tikus vào đầu thế kỷ 19. Theo một cuộc điều tra dân số được tiến hành vào năm 1828, có tới 1,117 người Xiêm ở trong Kampung Siam. Vào năm 1845, vùng đất mà Kampung Siam hiện nay được chính quyền Anh cấp cho người Xiêm La như một cử chỉ thiện chí với Xiêm. Bốn nữ ủy viên Xiêm nữ đã trở thành những người trông nom vùng đất này cũng xây dựng Wat Chaiyamangkalaram bên cạnh ngôi làng.
Gần đây hơn, cư dân của Kampung Siam đã bị lôi kéo trong một cuộc tranh cãi về quyền sử dụng đất, vì khu vực này được dành cho việc xây dựng một khách sạn. Mặc dù đất đã được tổ chức trong sự tin tưởng, nó đã được bán mà không có sự hiểu biết của chủ sở hữu tin tưởng cho một nhà phát triển trong năm 2014. Khi người dân đã được ban hành thông báo trục xuất, một vụ kiện đã được đệ đơn để trả thù nhà phát triển. Vụ kiện đã bị bác bỏ vào năm 2015, dẫn đến những lo ngại rằng khu vực Xiêm sẽ bị cày xới để nhường chỗ cho việc tái phát triển.